# Gabriel-François Coyer
 (octobre 2016).
- Si vous ne connaissez pas le sujet, laissez ce bandeau (vous pouvez alors contacter les auteurs).
- Si vous supprimez le contenu mis en cause (vous pouvez préalablement contacter les auteurs),

argumentez précisément cette suppression dans la page de discussion
(un manque de référence n'est pas un argument ; une recherche réelle de référence doit avoir été effectuée, être formellement documentée).
 (octobre 2016).
Gabriel-François Coyer, né le 18 novembre 1707 à Baume-les-Dames, mort le 18 juillet 1782 à Paris, est un auteur français.

## Biographie
Issu d’une famille pauvre, l’abbé Coyer, qui avait fait ses études chez les Jésuites, entra dans cette compagnie en 1728 et en fut quelque temps membre, avant de la quitter, après y avoir passé huit ans, en 1736. Monté à Paris en 1738, il fut chargé de l’éducation du prince de Turenne.
Il s’exerça sur divers sujets, et débuta par des feuilles volantes, dont quelques-unes, telles que La Découverte de la pierre philosophale, imitée de Swift, et L’Année merveilleuse, eurent le plus grand succès. Ces petites brochures furent réunies sous le titre de Bagatelles morales, recueil de pièces non sans légèreté, finesse et agrément mais, l’ironie étant la figure favorite de l’auteur, le ton en est monotone, et les plaisanteries amenées quelquefois de trop loin.[Interprétation personnelle ?]
En 1755, il fit paraître à La Haye un ouvrage, Dissertations pour être lues : la premiere, sur le vieux mot de patrie : la seconde, sur la nature du peuple, qui inspira Le Chevalier de Jaucourt et son article Peuple pour l'Encyclopédie. Une de ses grandes idées, c'est la modération des états au sein de la patrie: la pauvreté doit en être exclue.La patrie doit également assurer une certaine sécurité de la fortune et de la propriété, faute de quoi, l'état devient despotique.
En 1756, il publia d’abord anonymement, à Londres, puis à Paris chez Duchesne, un ouvrage intitulé La Noblesse commerçante, qui eut une influence considérable[réf. nécessaire] sur la question du droit de commercer pour les membres de la noblesse et qui suscita une réplique du chevalier d’Arcq intitulée La Noblesse militaire ou le Patriote français, où l’auteur préconisait d’instaurer, à l’opposé des suggestions de l’abbé Coyer, l’exclusivité de la vocation militaire à la noblesse, parallèlement à l’établissement d’une concordance entre le titre nobiliaire et le mérite militaire, essai qui fit grand bruit à sa publication[source insuffisante].
Le petit roman de Chinki, histoire cochinchinoise, qui peut servir à d’autres pays, Londres, 1768, in-8°, d’abord attribué à Voltaire, fit, comme La Noblesse commerçante, encore plus de sensation[réf. nécessaire] que les Bagatelles morales. Les idées développées dans Chinki se trouvent textuellement, pour ainsi dire, dans le Mémoire sur les corps de métier de l’économiste Clicquot-Blervache, qui remporta le prix en 1737 à l’Académie d’Amiens. Ces deux brochures précédèrent deux lois, dont l’une donnait la noblesse aux commerçants distingués, et l’autre abolit pour quelque temps les jurandes.

Coyer a également traduit les Commentaires sur le code criminel d’Angleterre de William Blackstone. Cette traduction, plus correcte qu’une autre faite deux ans auparavant[réf. nécessaire], a eu du succès. C’est la critique des mœurs françaises et surtout de leur frivolité qui a fourni le fonds des meilleurs écrits de l’abbé Coyer, mais ce censeur amer de la frivolité nationale n’a fait cependant lui-même que des livres très frivoles. Les premiers parurent du moins écrits avec une sorte de légèreté, mais cette légèreté n’était nullement le caractère naturel de son esprit. On voyait dans ses écrits, comme dans sa conversation.[Interprétation personnelle ?] Il postula en vain toute sa vie une place à l’Académie française. L’abbé Coyer, dont la conversation fut toujours pesante et pénible, malgré un effort continuel pour être agréable, ce qui était le plus sur moyen de ne pas l’être ou de ne l’être pas longtemps, et dont les derniers ouvrages ressemblent beaucoup trop à sa conversation, avait adopté beaucoup de sentiments de la philosophie moderne, et les faisait valoir à sa manière, en disant à Voltaire qu’il voulait, chaque année, s’établir pendant trois mois chez lui.[Interprétation personnelle ?] Effrayé de ce projet du candidat pique-assiette, le patriarche de Ferney lui fit cette réponse demeuré célèbre : 

« M. l’abbé, savez-vous la différence que je trouve entre don Quichotte et vous ? c’est qu’il prenait les auberges pour des châteaux, au lieu que vous prenez les châteaux pour des auberges. »

Gabriel-François Coyer était membre de l’Académie de Stanislas et de la Royal Society. Ses traits nous sont connus par le portrait qu'en brossa Jean-François Colson, interprété en gravure par Philippe Trière.

## Publications
- La Magie démontrée. À Paris, le 23 de la lune de Casleu, l’an 88 de notre transmigration, Paris, 1748.Pamphlet utilisant l’orientalisme en vogue à l’époque pour dénoncer la « magie » utilisée pour faire prendre aux Français les mensonges et l’illusion pour la vérité.
- Dissertations pour être lues : la première, sur le vieux mot de Patrie : la seconde, sur la nature du peuple, La Haye, Pierre Gosse, 1755.Réhabilitation républicaine et révolutionnaire du mot « patrie » et pamphlet caustique où l’auteur attaque la notion selon laquelle le bas-peuple ne pouvait appartenir au tiers état, ce qui le mettait de facto hors-la-loi.
- La Noblesse commerçante, Londres, G. Fletcher Gyles, 1756.
- Développement et défense du système de la noblesse commerçante, Amsterdam, Paris, Vve Duchesne, 1757.
- Chinki, histoire cochinchinoise, qui peut servir à d’autres pays, Londres, 1768, in-8°
- L’histoire de Jean Sobieski, 3 vol. in-12, Paris, Duchesne, 1761.Cet ouvrage lui valut quelques désagréments, mais lui ouvrit les portes de l’Académie Stanislas de Nancy. Recopié par Jaucourt dans l’article « Pologne » de l’Encyclopédie.
- Voyage d’Italie et de Hollande, 1775, 2 vol. in-12.Fastidieuses compilations de l’abbé Coyer avait parcouru ces deux pays, plus en Français léger qu’en observateur profond, qui donne à tout un coup d’œil superficiel, et fait rapidement quelques remarques analogues à la mobilité de son esprit, de ses gouts et de son caractère.[non neutre]
- Nouvelles observations sur l’Angleterre, Paris, 1779, in-12.C’est, à quelques remarques près, le Londres de Grosley, abrégé et retourné où le néologisme et l’affectation d’esprit se font encore plus sentir que dans le Voyage d’Italie.
- Plan d’éducation publique, 1770, in-12.Ce plan, peu connu, offre plus qu’aucun autre ouvrage de l’auteur, des réflexions utiles et profondes.

Les Bagatelles morales, la Noblesse commerçante, Chinki, et un autre ouvrage de 1766 intitulé De la Prédication, qui ne porte pas son nom, et où il veut prouver qu’il est inutile de prêcher, ont été réunis en 2 vol. in-12.[réf. nécessaire]

## Pour approfondir